# Brenda Strong
Brenda Lee Strong (ur. 25 marca 1960 w Brightwood w USA) – amerykańska aktorka. Popularyzatorka jogi. Znane przede wszystkim jako Mary Alice Young w serialu Gotowe na wszystko. Inne znane produkcje z jej udziałem to: Dallas, Zdrówko, MacGyver, Miasteczko Twin Peaks, Ich pięcioro, Ostry dyżur, Siódme niebo, Jezioro marzeń, Bez skazy, Kochane kłopoty.

## Życiorys
Brenda Strong wychowywała się w Portland, później wyjechała do Arizony, gdzie ukończyła Arizona State University. Jest również zdobywczynią tytułu Miss Arizony roku 1980.
W 1989 r. wyszła za mąż za swojego instruktora jogi Toma Henriego. Tak zaczęła się jej przygoda z jogą. Została ekspertem UCLA's Mind/Body Institute.

## Filmografia
- 1978 Dallas
- 1982 Zdrówko (Cheers)
- 1983 Hotel
- 1985 MacGyver
- 1985 Misfits of Science
- 1986 Sledge Hammer!
- 1986 Matlock
- 1987 Kosmiczne jaja (Spaceballs)
- 1987 Star Trek: Następne pokolenie (Star Trek: The Next Generation)
- 1988 Murphy Brown
- 1988 Midnight Caller
- 1989 Anything But Love
- 1989 Detektyw w sutannie (Father Dowling Mysteries)
- 1990 Miasteczko Twin Peaks (Twin Peaks)
- 1990 Kroniki Seinfelda (Seinfeld)
- 1991 Herman's Head
- 1991 Jedwabne pończoszki (Silk Stalkings)
- 1992 Kroniki młodego Indiany Jonesa (The Young Indiana Jones Chronicles)
- 1992 Gdzie diabeł mówi dobranoc (Picket Fences)
- 1992 Grapevin
- 1993 Malice
- 1994 Ich pięcioro (Party of Five)
- 1994 Ostry dyżur (ER)
- 1996 Szkoła czarownic (The Craft)
- 1996 Siódme niebo (7th Heaven)
- 1996 Trzecia planeta od Słońca (3rd Rock from the Sun)
- 1997 Prawo miecza (Roar)
- 1997 Ally McBeal
- 1998 The Closer
- 1998 Czarny pies (Black Dog)
- 1998 Jezioro marzeń (Dawson's Creek)
- 1998 Dzień jak dzień (Any Day Now)
- 1999 Safe Harbor
- 1999 Głębia oceanu (The Deep End of the Ocean)
- 1999 Luzik Guzik (Get Real)
- 2000 Zwariowany świat Malcolma (Malcolm in the Middle)
- 2000 Kochane kłopoty (Gilmore Girls)
- 2000 CSI: Kryminalne zagadki Las Vegas (CSI: Crime Scene Investigation)
- 2000 Detektywi na tropie (The Michael Richards Show)
- 2001 Złodziejski duet (Thieves)
- 2002 Everwood jko Julia Brown
- 2002 Bram i Alice (Bram and Alice)
- 2003 Bez skazy (Nip/Tuck)
- 2003 A.U.S.A.
- 2003 The Lyon's Den
- 2004 Do usług (The Help)
- 2004–2012 Gotowe na wszystko (Desperate Housewives) jako Mary Alice Young, narrator serialu